# VSG Bruchhauser Steine
VSG Bruchhauser Steine este o arie protejată (arie de protecție specială avifaunistică — SPA) din Germania întinsă pe o suprafață de 84,86 ha, integral pe uscat.

## Localizare
Centrul sitului VSG Bruchhauser Steine este situat la coordonatele 51°19′57″N 8°32′26″E / 51.3325°N 8.5406°E.

## Înființare
Situl VSG Bruchhauser Steine a fost declarat arie de protecție specială avifaunistică în iulie 2008 pentru a proteja 5 specii de animale.

## Biodiversitate
Situată în ecoregiunea continentală, aria protejată nu include niciun habitat protejat.
La baza desemnării sitului se află mai multe specii protejate de  păsări (5): minunița (Aegolius funereus), buha (Bubo bubo), ciocănitoare neagră (Dryocopus martius), Falco peregrinus peregrinus, ciocănitoare verzuie (Picus canus).